# Antigona från Pella
Antigona från Pella, levde på 300-talet f.Kr. var en grekisk hetär. 
Hon befann sig i persisk fångenskap i Damaskus då hon befriades av Alexander den stores här. Hon blev älskarinna till Parmenions son Philotas, och ska ha agerat som Alexanders spion på Philotas. 